# Heatwave: Massachusetts
L’édition 2025 de Heatwave (commercialisé sous le nom de Heatwave: Massachusetts) est un Premium Live Event de catch (lutte professionnelle) produit par la World Wrestling Entertainment, une fédération de catch américaine qui est télédiffusée et visible en paiement à la séance sur le WWE Network. Cet événement met en avant les Superstars de NXT, le club-école de la compagnie. Il aura lieu le 24 août 2025 au Lowell Memorial Auditorium à Lowell (Massachusetts). Il s'agit de la 4e édition de Heatwave sous la branche NXT.

## Production
À l'origine, Heatwave était un Premium Live Event annuel de catch (lutte professionnelle) produit par la Extreme Championship Wrestling entre 1994 et 2000,. Après la fermeture définitive de la compagnie l'année suivante, la WWE a acquis ses droits 2 ans plus tard. Le 26 juillet 2022, la compagnie fait revivre l'événement pour la division NXT comme show TV principal annuel.
Le 14 juillet 2025, elle annonce que la 4e édition du PLE se tiendra le 24 août au Lowell Memorial Auditorium à Lowell (Massachusetts).

## Contexte
Les spectacles de la World Wrestling Entertainment (WWE) sont constitués de matchs aux résultats prédéterminés par les scénaristes de la WWE. Ces rencontres sont justifiées par des storylines – une rivalité avec un catcheur, la plupart du temps – ou par des qualifications survenues dans les shows de la WWE telles que Raw, SmackDown et NXT. Tous les catcheurs possèdent une gimmick, c'est-à-dire qu'ils incarnent un personnage gentil (Face) ou méchant (Heel), qui évolue au fil des rencontres. Un événement comme Heatwave est donc un événement tournant pour les différentes storylines en cours,.

## Tableau des matchs
| Ordre par numéros | Match* | Stipulation(s)                                               |
| --- | --- | ------------------------------------------------------------ |
| 1 | Jordynne Grace contre Blake Monroe                                                                                             | Match simple                                                 |
| 2 | Hank & Tank (Hank Walker et Tank Ledger) (c) contre DarkState (Dion Lennox, Osiris Griffin, Saquon Shugats et/ou Cutler James) | Tag Team match pour les NXT Tag Team Championship            |
| 3 | Jacy Jayne (c) contre Ash by Elegance contre Masha Slamovich                                                                   | Triple Threat match pour le TNA Knockouts World Championship |
| 4 | Oba Femi (c) contre Je'Von Evans ou Trick Williams                                                                             | Match simple pour le NXT Championship                        |
| La lettre C placée entre parenthèses désigne la personne ou l’équipe championne en titre. * La carte peut être changée | |                                                              |